# Quero (Spagna)
Quero è un comune spagnolo di 1 084 abitanti situato nella comunità autonoma di Castiglia-La Mancia.